# CINEMA KEIBA/JAPAN WORLD CUP
CINEMA KEIBA/JAPAN WORLD CUP（シネマけいば・ジャパンワールドカップ）は、真島理一郎による短編CG作品。日本中央競馬会（JRA）及び全国競馬・畜産振興会が制作協力している。以下、レースとしてのジャパンワールドカップは第○回JWC、作品としてのJAPAN WORLD CUPはJWC○と表記する。

## 概要
東京競馬場で、ドバイワールドカップや凱旋門賞・ブリーダーズカップ等を超える「1着賞金10億円」の競馬世界一決定戦「JAPAN WORLD CUP」を開催するという設定の映像作品。制作は『スキージャンプ・ペア』（SJP）や『東京オンリーピック』等の制作で知られる真島理一郎、実況にもSJPの実況で有名な茂木淳一を起用。アニメーション制作は『ファイアボール』『アップルシード13』のジーニーズアニメーションスタジオが手掛けている。
BGMとして実際に東京競馬場で使用されている関東GI競走の本馬場入場曲「Glory」が使用されている（JWC3の各レースもそれぞれの条件に合わせた本馬場入場曲・ファンファーレが使用されている）。実在の競馬関係者として細江純子（第1回のみ）・松岡正海も登場する。
2010年7月3日に「JAPAN WORLD CUP」が公開され、同年11月19日には「JAPAN WORLD CUP 2」として一部の出走馬の入れ替えや演出強化などが行われた新バージョンが公開された。2011年4月8日からは、同月よりJRAが新たに発売する重勝式馬券「WIN5」のプロモーションを主な目的とした「JAPAN WORLD CUP 3」が公開された（第3回JWCは同年4月23日公開）。JWC3では更に、茂木が各レースを予想するコーナー「予想屋MOGYの俺に訊け!」も開設された。
JRA及び全国競馬・畜産振興会では本作品を通じて実際の競馬における馬券の買い方やレースの流れを疑似体験してもらうことを狙っており、「競馬初心者へのアプローチ」としての側面も持っている。WEB版のレース後には「やはり生で見たい!競馬場へ行こう!」の文字とともにJRAの初心者対象のキャンペーンサイトへのリンクが表示される。第1回JWCのレース後に「次は競馬場でお会いしましょう」と実況されているのも、この為である。
SJPなどと同様に、リアルな競馬とはかけ離れた荒唐無稽な展開がネット上で話題となっている。また、JRAの広告としても高い評価を受けており、アジア太平洋広告祭（ADFEST 2011）サイバー部門銅賞・ダイレクト部門銀賞、第64回広告電通賞インターネット広告部門最優秀賞、第9回東京インタラクティブアドアワード（TIAA）ウェブサイト部門キャンペーンサイトカテゴリ金賞を受賞した。なお、広告会社は東急エージェンシーである。

### 賞品
WEB上では実際に当該レースの結果を予想し、その上位者に賞品をプレゼントするキャンペーンが行われている。
JWC1では、楽天スーパーポイントを（2010年7月31日21:00まで）をプレゼントするキャンペーンが行われた他、一部の映画館でも映画本編の前に本作品が上映され、映画館入り口で配布されるパンフレットに付属の「単勝馬券」に記載された番号の馬が勝った場合には全コンテンツが収録されたDVDがプレゼントされる。映画館で上映される映像は全8種類。
JWC2では、予想ゲームのポイント上位者にはedyがプレゼントされる（1週間ごとに集計、2010年12月26日まで）。またこれに合わせ、11月から12月にかけて開催中の競馬場への来場者1000名（サイトからダウンロードしたクーポン券と引換）に「ハリボテエレジー号」のフィギュアがプレゼントされた（配布場所・日程は競馬場ごとに異なっていた）。
JWC3では、2011年4月22日までは「WIN5発売記念キャンペーン」として、5レースの予想的中者の中から抽選でトヨタ・FJクルーザー（JWC出走馬をモチーフにしたカラーリングも選択可能）・凱旋門賞観戦ツアー・edyがプレゼントされる。同年4月24日から6月30日までは「WIN5スタートキャンペーン・『WIN5シミュレーションゲーム』」として5レースの的中者の中から毎週抽選でEdyがプレゼントされる。同時に同年4月24日から6月9日まで「競馬ビギナー向けゲーム」としてJWC1,2と同じルールで上位者にedyがプレゼントされるゲームも行われる。
キャンペーン期間終了後は所持ポイントに応じた壁紙のダウンロードが賞品の代わりとなる。

## WEB版

### ゲームのルール
プレイヤーには1000Pが与えられ、このポイント内で予想する。投票は1レースにつき3点まで、1点につき100P単位で100Pから99900Pまで投票可能。投票形式には単勝・馬連・馬単の3つがある。
3レース終了までに100P未満になるとゲームオーバー。3レース終了後のP残高で順位またはランクが決定する。ランキング登録時点でプレゼントの対象順位以内に入った場合には応募フォームが出る。何回でもプレイは可能。

#### WIN5発売記念キャンペーン・WIN5スタートキャンペーンのルール
1日20口が与えられ、このポイント内で5レースすべての1着を予想する。第4レースまでに的中馬券がなくなるとまた第1レースのサラ系箱障害から予想しなおさなければならない。20口がなくなると当日分終了。
- WIN5発売記念キャンペーン（2011年4月22日まで）は第4レースのアニマル国際まで的中した場合に希望商品を含めた応募フォームが出る。
- WIN5スタートキャンペーン（2011年4月24日以降）は全レース的中した場合に応募フォームが出る。

投票方式はWIN5同様、以下の3通りがある。一部セレクト・ランダムでは同時に複数口の投票が可能。気に入らない場合は選びなおしもできる。
- 完全セレクト（5レースすべての1着を指定。フォーメーション指定も可能）
- 一部セレクト（1～4レースを1頭ずつ指定。残りのレースはコンピュータがランダムに決める）
- ランダム（全レースコンピュータに任せる）

|   | レース番号 | レース名                    | 格付け   | 距離    | 特徴 |
| - | ---------- | --------------------------- | -------- | ------- | --- |
| 1 | 東京9R     | サラ系箱障害                | 1600万下 | 芝1400m | はてなボックスの中にあるものを使用する必要がある。 出走馬は突然変異などにより毛並みに特徴が表れている。 |
| 2 | 京都10R    | コスプレステークス          | オープン | 芝1200m | すべての出走馬がコスプレをしている。                                                                    |
| 3 | 東京10R    | ハリボテ記念                | GIII     | 芝1400m | すべての出走馬がハリボテでできている。 第1回、第2回JWCに出走している馬をモチーフにしたものが多い。      |
| 4 | 京都11R    | アニマル国際                | GII      | 芝1400m | すべての出走馬が新種のサラブレッド。 第1回、第2回JWCの出走馬も参加している。                            |
| 5 | 東京11R    | 第3回ジャパンワールドカップ | GI       | 芝1600m | |

### 第1回

#### 出走馬と枠順
東京競馬場 第11R 第1回ジャパンワールドカップ GI
4歳上・オープン・国際 ／ 芝1600m 左回り ／ レコード：1.30.08（ギンシャリボーイ：松岡 正海）
天気：晴れ 馬場状態：良 ／ 観衆：20万人 ／ 1着：10億円 2着：4億円 3着：2.5億円
| 馬番 | 競走馬名             | 性齢 | 脚質 | 騎手                                       | 真 島 | 茂 木 | 細 江 | 父馬／母馬                                  | 前走成績                                     | 芝1600m 最高時計 | 単勝 オッズ |
| ---- | -------------------- | ---- | ---- | ------------------------------------------ | ----- | ----- | ----- | ------------------------------------------- | -------------------------------------------- | ---------------- | ----------- |
| 1    | ギンシャリボーイ     | 牡4  | 自在 | 松岡 正海                                  | ◎     | ◎     | ○     | 父 ドンブリボーイ 母 ゲイシャクリスタル     | 天皇賞（秋） GI 芝2000m 東京 1着             | 1.30.8 レコード  | 2.1         |
| 2    | ピンクフェロモン     | 牝4  | 先行 | ソニア・ゾラ                               | ▲     | ○     |       | 父 エスカルゴ 母 レオタードレオタード       | ヴェルメイユ賞 GI 芝2400m 仏 1着             | 1.32.0           | 4.2         |
| 3    | チョクセンバンチョー | 牡4  | 差し | 反川 キメジ                                |       |       | ◎     | 父 ガソリンテンゴク 母 オキシドール         | 毎日王冠 GII 芝1800m 東京 5着                | 1.33.6           | 8.3         |
| 4    | ハリウッドリムジン   | 牡5  | 差し | チキン兄弟 ロブ・チキン ウィリアム・チキン | ○     | △     |       | 父 ギブメルソン 母 タランテントレンティーノ | BCクラシック GI ダ2000m 米 1着               | 1.31.7           | 3.5         |
| 5    | バーニングビーフ     | 牝5  | 追込 | ペドロ・パンデラス                         |       |       | ▲     | 父 グッドバーベキュー 母 タンゴブルホーン   | マイルチャンピオンシップ GI 芝1600m 京都 2着 | 1.32.1           | 16.1        |
| 6    | サバンナストライプ   | 牡4  | 差し | ムワイ・サンコン                           |       |       | △     | 父 ナイロビダンディ 母 サバンナパーティー   | チャンピオンステークス GI 芝2000m 英 1着     | 1.33.1           | 13.5        |
| 7    | ジラフ               | 牡4  | 差し | エドワード・エリス                         | ▲     | △     |       | 父 ロングハイネックス 母 クビナガイノーネ   | 凱旋門賞 GI 芝2400m 仏 1着                   | 1.31.6           | 4.8         |
| 8    | ハリボテエレジー     | 牡6  | 追込 | 手作 好太郎                                |       |       |       | 父 ダンボウルガクエン 母 ガムテイプマツリ   | 富士ステークス GIII 芝1600m 東京 16着        | 3.41.5           | 125.0       |

#### レース結果
全ての競走馬が勝つ可能性があるが、JWC2の設定では第1回はギンシャリボーイの優勝という設定のため、その場合の結果を記す。ただ、JWC3の「新聞」内『ジャパンワールドカップVTR』では「2着に 3 チョクセンバンチョー」と書かれてあるため、JWC3の段階ではこのレース結果とは異なる設定がされているようである。
| 着順 | 馬番 | 競走馬名             | タイム/着差 |
| ---- | ---- | -------------------- | ----------- |
| 1    | 1    | ギンシャリボーイ     | 1.30.8      |
| 2    | 2    | ピンクフェロモン     | 1.1/2       |
| 3    | 3    | チョクセンバンチョー | ハナ        |
| 4    | 4    | ハリウッドリムジン   | 1/2         |
| 5    | 6    | サバンナストライプ   | 1.1/2       |

| 上がり4ハロン | 44.4秒 |
| 上がり3ハロン | 32.9秒 |

#### 払戻
| 単勝 | 1   | 210pt  |
| 馬連 | 1-2 | 650pt  |
| 馬単 | 1-2 | 1000pt |

### 第2回

#### 出走馬と枠順
東京競馬場 第11R 第2回ジャパンワールドカップ GI
4歳上・オープン・国際 ／ 芝1600m 左回り ／ レコード：1.30.08（ギンシャリボーイ：松岡 正海）
天気：晴れ 馬場状態：良 ／ 観衆：20万人 ／ 1着：10億円 2着：4億円 3着：2.5億円
| 馬番 | 競走馬名             | 性齢 | 脚質 | 騎手                                       | 真 島 | 茂 木 | 本 紙 | 父馬／母馬                                  | 前走成績                                   | 芝1600m 最高時計 | 単勝 オッズ |
| ---- | -------------------- | ---- | ---- | ------------------------------------------ | ----- | ----- | ----- | ------------------------------------------- | ------------------------------------------ | ---------------- | ----------- |
| 1    | ギンシャリボーイ     | 牡5  | 自在 | 松岡 正海                                  | ◎     | ◎     | ○     | 父 ドンブリボーイ 母 ゲイシャクリスタル     | 天皇賞（秋） GI 芝2000m 東京 1着           | 1.30.8 レコード  | 2.1         |
| 2    | ピンクフェロモン     | 牝5  | 先行 | クレモンティーヌ・ゾラ                     | ○     |       | △     | 父 エスカルゴ 母 レオタードレオタード       | 凱旋門賞 GI 芝2400m 仏 1着                 | 1.32.0           | 3.5         |
| 3    | チョクセンバンチョー | 牡5  | 先行 | 反川 キメジ                                |       | ○     | ◎     | 父 ガソリンテンゴク 母 オキシドール         | ドバイワールドカップ GI AW2000m ドバイ 1着 | 1.31.7           | 4.8         |
| 4    | ハリウッドリムジン   | 牡6  | 先行 | チキン兄弟 ロブ・チキン ウィリアム・チキン | ○     |       | △     | 父 ギブメルソン 母 タランテントレンティーノ | BCターフ GI 芝2400m 米 1着                 | 1.31.0           | 4.2         |
| 5    | コンコン             | 牡4  | 追込 | リー・ラオチュー                           |       | △     |       | 父 パンパン 母 マンマン                     | チャンピオンズマイル GI 芝1600m 香港 1着   | 1.32.4           | 15.8        |
| 6    | ピーピードーナッツ   | 牡4  | 差し | カルキンjr.                                | ▲     | ▲     |       | 父 ピーピーマヨネーズ 母 グッドケチャップ   | コックスプレート GI 芝2040m 豪 1着         | 1.33.1           | 12.8        |
| 7    | ジャンボナンプラー   | 牝4  | 差し | ムワイ・サンコン                           |       |       |       | 父 ギガント 母 ハナナガイノーネ             | QE2世S GI 芝1600m 英 1着                   | 1.33.7           | 18.7        |
| 8    | ハリボテエレジー2.0  | 牡7  | 追込 | 手作 好太郎                                |       |       |       | 父 ダンボウルガクエン 母 ガムテイプマツリ   | 毎日王冠 GII 芝1800m 東京 18着             | 3.47.2           | 115.0       |

#### 結果
JWCの設定ではギンシャリボーイの連覇。

### 第3回

#### 出走馬と枠順
東京競馬場 第11R 第3回ジャパンワールドカップ GI
3歳上・オープン・国際 ／ 芝1600m 左回り ／ レコード：1.30.8（ギンシャリボーイ：松岡 正海）
天気：晴れ 馬場状態：良 ／ 観衆：20万人 ／ 1着：10億円 2着：4億円 3着：2.5億円
| 馬番 | 競走馬名             | 性齢           | 脚質 | 騎手                                         | 真 島 | 渡 辺 | 本 紙 | 父馬／母馬                                  | 前走成績                                     | 芝1600m 最高時計 | 単勝 オッズ |
| ---- | -------------------- | -------------- | ---- | -------------------------------------------- | ----- | ----- | ----- | ------------------------------------------- | -------------------------------------------- | ---------------- | ----------- |
| 1    | ギンシャリボーイ     | 牡6            | 自在 | 松岡 正海                                    | ○     | ◎     |       | 父 ドンブリボーイ 母 ゲイシャクリスタル     | 天皇賞（秋） GI 芝2000m 東京 1着             | 1.30.8 レコード  | 2.2         |
| 2    | スーパーフェロモン   | 牝3            | 先行 | ゾラ姉妹 ソニア・ゾラ クレモンティーヌ・ゾラ | △     |       | ○     | 父 ギブメルソン 母 レオタードレオタード     | 凱旋門賞 GI 芝2400m 仏 1着                   | 1.31.9           | 5.6         |
| 3    | チョクセンバンチョー | 牡6            | 自在 | 反川 キメジ                                  | ◎     | ○     | ◎     | 父 ガソリンテンゴク 母 オキシドール         | 天皇賞（秋） GI 芝2000m 東京 2着             | 1.31.6           | 1.8         |
| 4    | ニンジャスナイパー   | 牡4            | 自在 | セルゲイ・プーチン                           |       | △     |       | 父 ニンジャクライシス 母 シュリケンチャンス | ローマ賞 GI 芝2000m 伊 1着                   | 1.32.8           | 9.6         |
| 5    | シーワールド         | 牡4            | 差し | カルキンjr.                                  |       |       | △     | 父 シール 母 マリンワールド                 | コックスプレート GI 芝2040m 豪 1着           | 1.34.2           | 12.5        |
| 6    | トロヤンホース       | 牡5            | 差し | ムワイ・サンコン                             |       |       | ▲     | 父 エペイオス 母 アテーナー                 | チャンピオンステークス GI 芝2000m 英 1着     | 1.33.1           | 12.8        |
| 7    | UMA                  | 不明 5歳くらい | 不明 | ドルジ                                       | ▲     |       |       | 父 不明 母 不明                             | 不明                                         | なし             | 35.7        |
| 8    | ハリボテエレジー3.0  | 牡8            | 追込 | 手作 好太郎                                  |       |       |       | 父 ダンボウルガクエン 母 ガムテイプマツリ   | 富士ステークス GIII 芝1600m 東京 16着        | 3.39.5           | 82.5        |
| 9    | メカハリボテ         | 牡4            | 追込 | タイラー・アーサーズ                         |       | ▲     |       | 父 マイクロプロセッサ 母 パトランプ         | ロングエイカーズマイルH GIII 芝1600m 米 15着 | 3.33.6           | 62.8        |

#### レース結果
2011年4月23日公開分の「WIN5発売記念キャンペーン」のレース結果はギンシャリボーイの3連覇であった。
| 着 | 名前                 |
| -- | -------------------- |
| 1  | ギンシャリボーイ     |
| 2  | チョクセンバンチョー |

### JWC3のWIN5対象レース
以下のレースにおける前走には実在しないと思われるレース名が含まれている。

#### サラ系箱障害
東京競馬場 第9R サラ系箱障害
3歳上・1600万下 ／ 芝1400m 左回り
天気：晴れ 馬場状態：良 ／ 1着：1350万円 2着：540万円 3着：340万円
| 馬番 | 競走馬名           | 性齢 | 脚質 | 騎手            | 真 島 | 渡 辺 | 本 紙 | 父馬／母馬                              | 前走成績                                | 芝1400m 最高時計 | 単勝 オッズ |
| ---- | ------------------ | ---- | ---- | --------------- | ----- | ----- | ----- | --------------------------------------- | --------------------------------------- | ---------------- | ----------- |
| 1    | アフロマニア       | 牡3  | 自在 | 松岡 正海       | ◎     | ○     | ◎     | 父 ドンブリボーイ 母 スーパーストレート | 千葉カップ 芝1600m 中山 1着             | 1.21.7           | 3.8         |
| 2    | モヒカンパンク     | 牡3  | 先行 | 反川 キメジ     | ○     | ◎     |       | 父 ジェントルハット 母 オキシドール     | 竹槍ステークス 芝1800m 新潟 5着         | 1.21.8           | 4.2         |
| 3    | テンネンパーマ     | 牡3  | 逃げ | 焼小手 当       |       | ▲     | ○     | 父 テンネンガス 母 テンネンスイ         | 毬藻杯 芝2000m 函館 5着                 | 1.22.7           | 5.2         |
| 4    | チョンマゲワンダー | 牡3  | 差し | ジェームス 徳川 |       |       |       | 父 ホラガイサウンド 母 フトコロガタナ   | 小倉カップ 芝1800m 小倉 4着             | 1.22.3           | 8.5         |
| 5    | ギャランドゥ       | 牡3  | 追込 | 星 ヒデキ       | ▲     |       | ▲     | 父 アンドゥ 母 ギャル                   | 札幌オータムスプリント 芝1200m 札幌 1着 | 1.22.1           | 6.7         |

#### コスプレステークス
京都競馬場 第10R コスプレステークス
3歳上・オープン ／ 芝1200m 右回り レコード：1.08.5
天気：晴れ 馬場状態：良 ／観衆：10万人 ／ 1着：2500万円 2着：1600万円 3着：600万円
| 馬番 | 競走馬名         | 性齢 | 脚質 | 騎手            | 真 島 | 渡 辺 | 本 紙 | 父馬／母馬                                | 前走成績                                | 芝1200m 最高時計 | 単勝 オッズ |
| ---- | ---------------- | ---- | ---- | --------------- | ----- | ----- | ----- | ----------------------------------------- | --------------------------------------- | ---------------- | ----------- |
| 1    | セーラームンムン | 牝3  | 逃げ | 靴下 弛         |       |       |       | 父 ガクランビート 母 プリーツ             | マイコスプリント 芝1200m 京都 12着      | 1.09.6           | 8.4         |
| 2    | メイドモエモエ   | 牝3  | 先行 | 秋葉 キュン太郎 | ◎     | ▲     | ▲     | 父 ハードディスク 母 ピーピーピーエイチ   | 秋葉原招待 芝1600m 東京 3着             | 1.08.6           | 3.7         |
| 3    | アイラブナース   | 牝3  | 先行 | 蓮都 源         |       | ○     |       | 父 バリウムドリンカー 母 アイラブドクター | 阪神オータムスプリント 芝1400m 阪神 8着 | 1.08.9           | 7.0         |
| 4    | アゲアゲアゲハ   | 牝3  | 差し | 西園寺☆チェリ彦 | ○     | ◎     | ◎     | 父 カマカマカマキリ 母 サナギクラブ       | 麻布特別 芝1600m 東京 1着               | 1.08.5           | 2.8         |
| 5    | バージンフライト | 牝3  | 差し | 成田 滑走朗     | ▲     |       | ○     | 父 ニューパスポート 母 デューティーフリー | 成田カップ 芝1600m 中山 5着             | 1.09.5           | 5.6         |
| 6    | シンバシルドルフ | 牡6  | 追込 | 焦杉 鳥焼       |       |       |       | 父 キンバリルドルフ 母 ニッポリルドルフ   | 新東京ステークス 芝1800m 東京 16着      | 1.09.1           | 10.5        |

#### 第1回ハリボテ記念
東京競馬場 第10R 第1回ハリボテ記念 GIII
3歳・オープン・国際 ／ 芝1400m 左回り ／ レコード：1.21.8
天気：晴れ 馬場状態：良 ／ 観衆：20万人 ／ 1着：5400万円 2着：2200万円 3着：1400万円
| 馬番 | 競走馬名           | 性齢 | 脚質 | 騎手                                       | 真 島 | 渡 辺 | 本 紙 | 父馬／母馬                              | 前走成績                                   | 芝1400m 最高時計 | 単勝 オッズ |
| ---- | ------------------ | ---- | ---- | ------------------------------------------ | ----- | ----- | ----- | --------------------------------------- | ------------------------------------------ | ---------------- | ----------- |
| 1    | ハリボテボーイ     | 牡3  | 自在 | 松岡 正海                                  |       | ○     | ◎     | 父 エヒメオレンジ 母 ガムテイプマツリ   | 新潟スーパースプリント 芝1000m 新潟 16着   | 3.42.1           | 4.5         |
| 2    | ハリボテフェロモン | 牝3  | 先行 | ソニア・ゾラ                               | ○     |       | ○     | 父 ヒッコシラクラク 母 ブルーテイプ     | パレ・ロワイヤル 芝1400m 仏 18着           | 3.44.5           | 7.1         |
| 3    | ハリボテバンチョー | 牡3  | 先行 | 反川 キメジ                                | ◎     | ◎     | ▲     | 父 チャリ 母 ガムテイプラブ             | 東京サマースプリント 芝1400m 東京 18着     | 3.40.9           | 4.2         |
| 4    | ハリボテリムジン   | 牡3  | 先行 | チキン兄弟 ロブ・チキン ウィリアム・チキン | △     |       |       | 父 ウマゾン 母 ガムテイプセール         | ケンタッキースプリント 芝1200m 米 16着     | 3.47.7           | 9.0         |
| 5    | ハリボテコンコン   | 牡3  | 追込 | リー・アルチュー                           |       |       |       | 父 ハリボテパンパン 母 ハリボテマンマン | 香港シャンパンステークス 芝1600m 香港 16着 | 3.49.4           | 15.8        |
| 6    | ハリボテジラフ     | 牡3  | 差し | ムワイ・サンコン                           | ▲     |       |       | 父 ペンキ 母 ガムテイプジケン           | ソラリオステークス 芝1400m 英 18着         | 3.46.2           | 8.2         |
| 7    | ハリボテンガーZ    | 牡3  | 差し | 鬼蜻蜓タケル                               |       | △     |       | 父 ダンボウラーV 母 ガムテイパーA       | 有明サマートロフィー 芝1400m 東京 18着     | 3.45.5           | 11.7        |
| 8    | ハリボテネイチャー | 牡3  | 追込 | 手作 好太郎                                |       | ▲     | △     | 父 ワラアツメ 母 ワラシバリ             | ワロス杯 芝1400m 京都 18着                 | 3.58.2           | 8.1         |

#### 第1回アニマル国際
京都競馬場 第11R 第1回アニマル国際 GII
3歳上・オープン・国際 ／ 芝1400m 右回り ／ レコード：1.20.8
天気：晴れ 馬場状態：良 ／観衆：20万人 ／ 1着：8000万円 2着：3200万円 3着：2500万円
| 馬番 | 競走馬名           | 性齢 | 脚質 | 騎手               | 真 島 | 渡 辺 | 本 紙 | 父馬／母馬                                | 前走成績                                             | 芝1400m 最高時計 | 単勝 オッズ |
| ---- | ------------------ | ---- | ---- | ------------------ | ----- | ----- | ----- | ----------------------------------------- | ---------------------------------------------------- | ---------------- | ----------- |
| 1    | キャメルクラッチ   | 牡4  | 逃げ | アブドラ・アブドロ |       |       | △     | 父 オイルマネー 母 コブイジリ             | ゴドルフィンマイル\|GII AW1600m ドバイ 1着           | 1.22.0           | 9.9         |
| 2    | バーニングビーフ   | 牝7  | 追込 | ペドロ・パンデラス |       |       | ○     | 父 グッドバーベキュー 母 タンゴブルホーン | ムーラン・ド・ロンシャン賞 GI 芝1600m 仏 1着         | 1.21.2           | 7.8         |
| 3    | ジラフ             | 牡6  | 差し | エドワード・エリス | ◎     | △     | ◎     | 父 ロングハイネックス 母 クビナガイノーネ | ローマ賞 GI 芝2000m 伊 2着                           | 1.20.9           | 3.4         |
| 4    | ジャンボナンプラー | 牝5  | 差し | トム・ヤム・クン   | ○     | ◎     | ▲     | 父 ギガント 母 ハナナガイノーネ           | QE2世S GI 芝1600m 英 1着                             | 1.21.3           | 3.7         |
| 5    | コンコン           | 牡5  | 追込 | リー・ラオチュー   | △     | ○     |       | 父 パンパン 母 マンマン                   | シャドウェルターフマイルステークス GI 芝1600m 米 2着 | 1.20.8           | 5.5         |
| 6    | コモドペロペロ     | 牡4  | 差し | ガドガド           | ▲     |       |       | 父 コモドピロピロ 母 コモドペラペラ       | BCスプリント GI ダ1200m 米 3着                       | 1.21.9           | 15.2        |
| 7    | オージーホース     | 牝3  | 差し | アルボーンJr.      |       |       |       | 父 オージービーフ 母 ライクアコアラ       | スプリントカップ GI 芝1200m 英 1着                   | 1.21.8           | 10.2        |
| 8    | カメジマン         | 牡88 | 追込 | 浦島 緊太          |       | ▲     |       | 父 タートルヘッド 母 タートルネック       | パティナックファームクラシック GI 芝1200m 豪 16着    | 12.34.8          | 131.2       |

## DVD
2012年11月にハピネットからDVD全3巻が発売されており、全てを揃えるとJWC1～3の全パターンが視聴可能である。
- JAPAN WORLD CUP 1（EAN 4907953032194）
- JAPAN WORLD CUP 2（EAN 4907953032200）
- JAPAN WORLD CUP 3（EAN 4907953032217）